# Arc
Arc是一種程式語言，LISP的方言之一，由保羅·格雷厄姆與羅伯特·泰潘·莫里斯設計，2008年釋出第一個正式版本。

## 歷史
2001年，保罗·格雷厄姆宣布正在制作一个名为“Arc”的新的Lisp方言。多年以来，他已撰写数篇文章描述该语言的特点与目标，并且Y Combinator的一些内部项目已经用Arc编写，最受关注的是Hacker News网络论坛和新闻聚合程序。Arc本身以Racket编写。
在论文“Being Popular”中，格雷厄姆描述了他对该语言的一些目标。虽然许多目标非常普遍（“Arc应该是可hack”、“它应该是良好的函式庫”），但也确实提供了一些细节。例如，他认为一门语言的简练很重要：
 It would not be far from the truth to say that a hacker about to write a program decides what language to use, at least subconsciously, based on the total number of characters he'll have to type. If this isn't precisely how hackers think, a language designer would do well to act as if it were.
他还表示，一种语言只能实现少量的“公理”，即使这意味着语言可能没有大型组织想要的功能，比如面向对象程序设计（OO）。事实上，格雷厄姆认为OO是没有用的，因为它的方法和模式只是“好的设计”，并且他看到用于实现OO的语言特性部分存在谬误。Arc于2008年推出，Graham表示其优势之一是其简洁性。
Lisp程序员之间的一个争议是，该种语言的S-表达式是否及应在多大程度上应该用其他形式的语法来补充。格雷厄姆认为当纯粹的S表达式过于冗长的情况下，应该使用额外的语法，他说：“我不认为我们应该在宗教上反对引入语法到Lisp。”格雷厄姆也认为，应该给程序员一个好的性能分析器解决方案来解决效率问题。

### 反响
在2008年发布后，Arc产生了多种反应，有人称它只是Lisp或Scheme的一个扩展，而不是一个独立的编程语言。其他人则称赞Arc拆去了Lisp非必要的东西。Arc发布不久后，它被移植到JavaScript，以及被一个基于Eclipse的IDE“Schemescript”支持。

## 範例
Arc的Hello world程式碼：
```
 
(
prn
 
"Hello, World"
)

```

保罗·格雷厄姆（Paul Graham）使用了一个程序来说明Arc的简洁性。它产生一个表单，包含一个字段，url"/said"。提交表单后会被带到一个带有“click here”链接的页面，该页面本身则会带回包含原来输入字段值的页面。
```
(
defop
 
said
 
req

  
(
aform
 
[onlink
 
"click here"
 
(
pr
 
"you said: "
 
(
arg
 
_
 
"foo"
))
]

    
(
input
 
"foo"
)
 

    
(
submit
)))

```

## 版本

### 官方版本
Arc的第一个公开发布版本出现于2008年1月29日，以Racket（那时为“PLT-Scheme”）实现。该版本以.tar压缩包形式发布，包含Arc的Racket源代码。一份教程 and a discussion forum同时可用。论坛使用也本身以Arc编写Hacker News程序。

### 非官方版本
由于官方Arc分支发展缓慢，部分Arc社区的成员已开启非官方代码库存放非官方的修订、扩展和库。其中之一是Anarki， permitted anyone to submit changes to the project. 社区管理的wiki是比官方网站更好的信息来源。
Rainbow是以Java实现的一个Arc。
Arcadia是以C语言实现的一个Arc。